# 聚尔特
聚尔特（荷蘭語：Zulte，荷蘭語發音：[ˈzʏltə] ⓘ）是比利时弗拉芒大區东佛兰德省根特區的一个市镇，西南与西佛兰德省接壤，通行荷蘭語，是弗拉芒社群的一部分，面积32.76平方千米，人口15,720人（2018年1月1日）。